# Ablabys pauciporus
Ablabys pauciporus je paprskoploutvá ryba z čeledi Tetrarogidae.
Druh byl popsán roku 2018 japonskými ichtyology Sirikanyou Chungthanawongem a Hiroyukou Motomurou.

## Popis a výskyt
Maximální délka této ryby je 5,2 cm.
Tělo je jasné načervenalé a oranžové s bílými bělavými skvrnami na ploutvích. Má bílou skvrnu (někdy nezřetelnou) ve střední části těla nad postranní čárou.
Byla nalezena ve vodách západního Pacifiku kolem Austrálie.